# Marguerite Viby
Marguerite Viby (25 de junio de 1909 - 8 de abril de 2001) fue una actriz teatral, cinematográfica y televisiva de nacionalidad danesa. Considerada una de las grandes actrices de comedia del cine danés, Viby recibió un Premio Bodil y un Premio Robert en el año 2000, ambos como reconocimiento al conjunto de su carrera. Actuó en más de 50 producciones cinematográficas y televisivas a lo largo de una trayectoria que abarcó desde la época del cine mudo hasta series televisivas en 1983.

## Biografía
Su nombre completo era Ida Marguerite Steenberg Jensen Viby, y nació en Copenhague, Dinamarca, siendo sus padres un policía y una secretaria. Su padre falleció cuando ella tenía 16 años, y su madre lo hizo un año después. Viby abandonó la escuela a los 14 años, y trabajó a tiempo parcial para pagarse lecciones de baile. Ingresó como bailarina en la escuela de ballet de Emilie Walbom, siendo también formada en ballet por John Andersen. En 1923, con 14 años, Viby debutó en una revista veraniega llevada cabo en los Jardines Tivoli. A pesar de su trabajo para la pantalla, la actriz siguió actuando toda su vida en revistas y obras teatrales musicales.
En 1929 empezó su carrera en el cine actuando en la cinta muda Højt på en kvist. Después hizo cuatro comedias de Carl Schenstrøm y Harald Madsen. En Han, hun og Hamlet, el primer film danés con combinación sonora, ella bailaba y cantaba un dueto romántico con el protagonista, Hans W. Petersen.
Según el historiador cinematográfico danés Morten Piil, fue el siguiente papel de Viby el que marcó su carrera en el cine interpretando a mujeres enérgicas e ingeniosas maniobrando en un mundo masculino. Rn la película de 1932 de George Schnéevoigt Tretten År, Viby era una oficinista que se hace pasar por una Lolita de trece años para evitar el acoso de los hombres. Piil escribía que fue "fundamental la inocencia de Viby para salvar esta farsa erótica...".
Viby rodó después nueve películas bajo la dirección de su segundo marido, Emanuel Gregers. Cuatro se realizaron tras el divorcio de la pareja en 1938, estando ya casada con el actor Knud Wold. Su mayor éxito de la época fue Mille, Marie og Mig, película en la cual Viby interpretaba a una mujer con tres personalidades—la remilgada estudiante Klaus; la erótica cantante de nightclub Mille; y la hogareña Marie. Como Mille, vestida con ropa masculina al estilo Marlene Dietrich, Viby cantana el popular éxito danés Jeg har elsket dig så længe jeg kan mindes.
A principios de los años 1940, Viby hizo dos populares comedias dirigidas por el dúo Alice O'Fredericks y Lau Lauritzen Jr. -- Frøken Kirkemus y Frøken Vildkat. El estilo de dirección—similar a la comedia screwball americanas—se adaptaba mejor a la actriz que la exposición más densa de los filmes dirigidos por Viby. Con esas comedias rápidamente llegó a ser una de las actrices de mayor fama, participando en varias seguidas, entre las que figuraban Som du vil ha' mig-! (1943), Jeg elsker en anden (1946) y Den Store Gavtyv (1956).
En los años 1970 y 1980, Viby actuó para la televisión, haciendo, entre otros, el papel de Olga Mortensen en la serie En Stor Familie. En 2000, a Viby se le concedió dos galardones por su trayectoria, el Premio Bodil y el Premio Robert. 

### Vida personal
Aunque su vida profesional fue estable, no así ocurrió con su vida personal. Viby se casó cinco veces. Su primer marido fue el actor y bailarín Poul Christian Guldager (1926–1931), y el segundo el director danés Emanuel Gregers (1932–1938). En 1938, Viby se casó con el empresario Knud Wold, con el cual tuvo su única descendencia, la actriz Susse Wold. En los primeros años 1940, Viby estuvo ligada a Bertil de Suecia. En 1953 se casó con el actor Preben Mahrt y, tras divorciarse, se casó con el profesor Erik Henry Tangfelt en 1967, falleciendo él súbitamente en 1971 a los 48 años.
Marguerite Viby falleció en el año 2001, a los 91 años de edad, en Frederiksberg, Dinamarca.

## Filmografía
- 1929 : Højt paa en kvist
- 1930 : Pas paa pigerne
- 1930 : Hr. Tell og søn
- 1930 : Ve' den, der lyver
- 1931 : Krudt med knald
- 1932 : Han, hun og Hamlet
- 1932 : Skal vi vædde en million?
- 1932 : Tretten år
- 1933 : Fem raske piger
- 1933 : Så til søs
- 1934 : Skaf en sensation
- 1935 : Min kone er husar
- 1937 : Cocktail
- 1937 : Mille, Marie og mig
- 1939 : Komtessen på Stenholt
- 1940 : En pige med pep
- 1940 : Sørensen og Rasmussen
- 1941 : Frøken Kirkemus
- 1942 : Lykken kommer
- 1942 : Frøken Vildkat
- 1943 : Op med humøret
- 1943 : Som du vil ha' mig
- 1944 : Dolly Takes a Chance
- 1944 : Teatertosset
- 1944 : Lilla helgonet
- 1946 : Jeg elsker en anden
- 1950 : Den opvakte jomfru
- 1956 : Den store gavtyv
- 1956 : Hvad vil De ha'?
- 1958 : Pigen og vandpytten
- 1961 : Mine tossede drenge
- 1964 : Don Olsen kommer til byen
- 1967 : Far laver sovsen
- 1969 : Mordskab
- 1973 : På'en igen Amalie

## Premios
- Beca conmemorativa Johanne Luise Heiberg
- Beca aniversario Liva Weel
- Fondo de artistas Ole Haslund (1969)
- Artista del año de Frederiksberg (1983)
- Premio aniversario Clara Pontoppidans (1987)
- Premio honorario Karl Gerhardt (1987)
- Premio Bodil (2000)
- Premio Robert (2000)